# Hannelore Veit

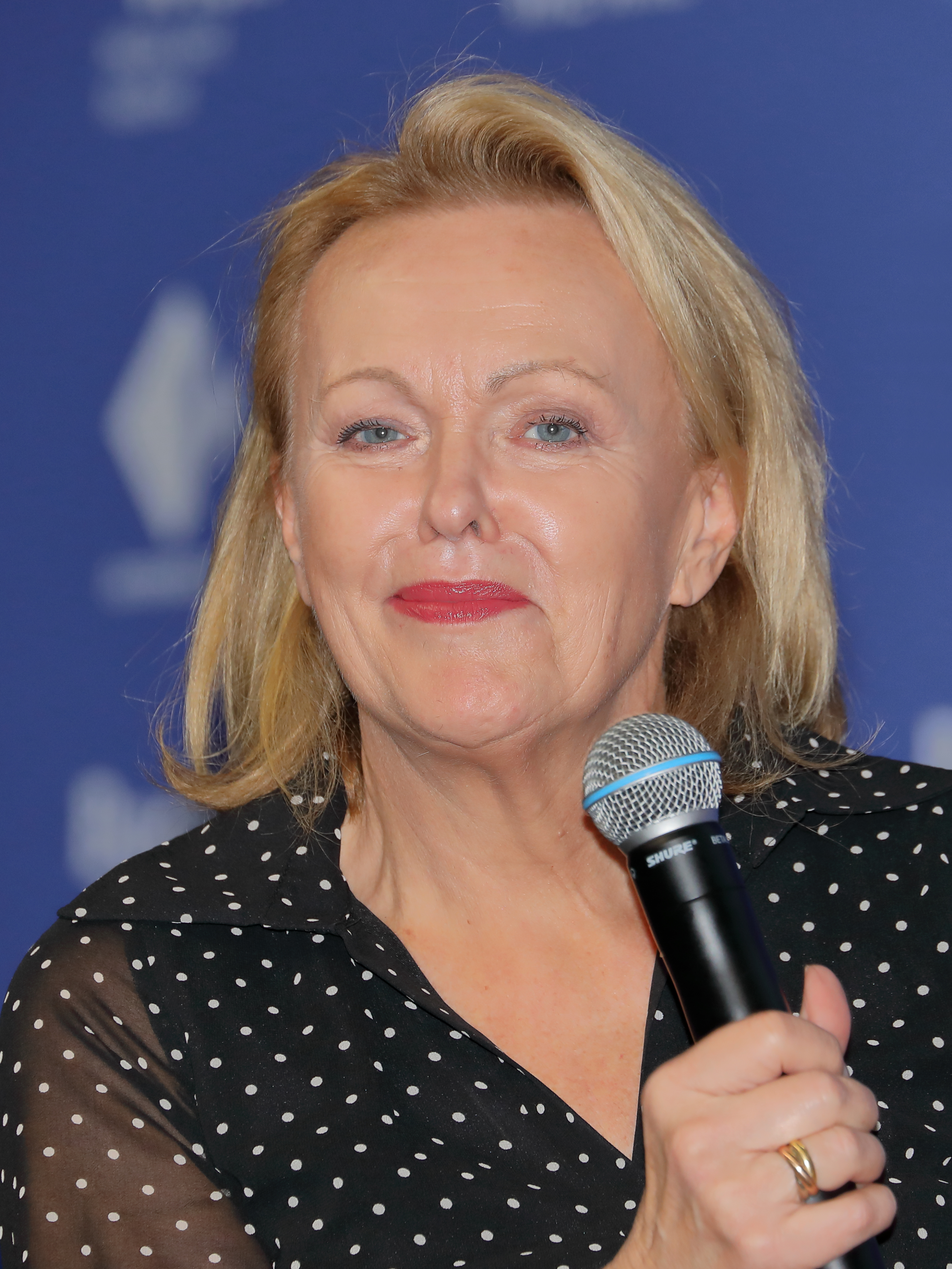
Hannelore Veit auf der Buch Wien 2022

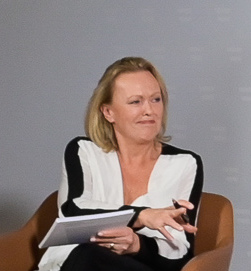
Hannelore Veit, 2021

Hannelore Veit (eigentlich Hannelore Fauqueux-Veit; * 9. Juni 1957 in Wien) ist eine österreichische Journalistin und ehemalige Fernseh-Moderatorin.

## Ausbildung und Beruf
Nach Abschluss ihres Studiums an der University of Notre Dame mit dem „Master of Arts“ kehrte Hannelore Veit nach Wien zurück, wo sie den Magister der Philosophie erwarb. Anschließend war sie als Übersetzerin, Dolmetscherin und freie Journalistin tätig.
In den Jahren 1985 bis 1989 arbeitete sie als Radiokorrespondentin für das Wiener Büro von „Voice of America“. Später war sie Japan-Korrespondentin des „European Business Channel“. Sie war seit 1989 für den ORF tätig, wobei sie zuerst beim ORF-Radio in Tokio und anschließend als freie Mitarbeiterin für das ORF-Fernsehen arbeitete.
Ab 1993 moderierte sie für den ORF die ZiB 1, zunächst gemeinsam mit Wolfram Pirchner und dann bis Oktober 2002 mit Josef Broukal. Von Mai 1999 bis Oktober 2002 präsentierte sie zudem das Wirtschaftsmagazin „Euro Austria“. Von Oktober 2002 bis Anfang 2008 gehörte sie zum Moderatorenteam der ZiB-Kurznachrichten um 9 Uhr, 13 Uhr und 17 Uhr. Ab März 2008 präsentierte sie als Nachfolgerin von Ingrid Thurnher wieder die Hauptausgabe der ZiB um 19:30 Uhr. Ihr Moderationspartner bis Ende September 2011 war Gerald Groß. Nachdem dieser den ORF verlassen hatte, moderierte sie bis Dezember 2012 an der Seite von Eugen Freund.
Von Beginn des Jahres 2013 bis Ende 2020 war Veit Büroleiterin im Korrespondenten-Büro des ORF in Washington D.C. (USA), seit Anfang 2021 ist sie als selbständige Journalistin, Medienberaterin und Producerin tätig. Sie ist seit Anfang 2021 Präsidentin des Alumniverbandes der Universität Wien.

## Persönliches
Hannelore Veit ist mit einem französischen Journalisten verheiratet und hat zwei Kinder.

## Publikationen
- Wer hat Angst vor Donald Trump? – Risiken, Chancen, Einblicke, Aussichten. EcoWing, Wals 2024, ISBN 978-3-7110-5364-0
- Mit Peter Fritz, Christian Lininger, Birgit Schwarz: Aus dem Gleichgewicht – Droht ein neuer Kalter Krieg? Styria, 2015, ISBN 978-3-222-13515-6.
- Mit David Kriegleder: USA – Stimmen aus einem gespaltenen Land. Residenz-Verlag, Salzburg/Wien 2020, ISBN 978-3-7017-3506-8.